# خیال‌پردازی‌ها
خیال‌پردازی‌ها (انگلیسی: Day Dreams) یک فیلم کوتاه کمدی به کارگردانی باستر کیتون است که در سال ۱۹۲۲ منتشر شد. بخش‌هایی از این فیلم، گمشده محسوب می‌شود و در مالکیت عمومی قرار دارد.

## گزیدهٔ بازیگران
- باستر کیتون
- رنه آدوره
- ادوارد اف. کلاین
- جو کیتون
- جو رابرتز